# كأس الاتحاد الإنجليزي 1934–35
كأس الاتحاد الإنجليزي 1934–35 (بالإنجليزية: 1934–35 FA Cup)‏ هو الموسم 60 من  كأس الاتحاد الإنجليزي. أقيم خلال الفترة 1 سبتمبر 1934 وحتى 27 أبريل 1935، والذي يشرف على تنظيمه الاتحاد الإنجليزي لكرة القدم، وفاز فيه شيفيلد وينزداي.